# Mixojapyx saussurei
Mixojapyx saussurei är en urinsektsart som först beskrevs av Jean-Henri Humbert 1868.  Mixojapyx saussurei ingår i släktet Mixojapyx och familjen Japygidae. Inga underarter finns listade i Catalogue of Life.